# Efan Ekoku
Efangwa Goziem Ekoku, född 8 juni 1967 i Manchester, England, är en nigeriansk före detta professionell fotbollsspelare.
Anfallaren Efan Ekoku var en av Norwich Citys främsta spelare 1993-1995 med 17 mål på 45 matcher. Ekoku representerade även Nigerias fotbollslandslag i både Afrikanska mästerskapet i fotboll och fotbolls-VM 1994 men har aldrig varit bosatt i Nigeria.

## Klubbar
- Sutton United FC; AFC Bournemouth 1990-1993
- Norwich City FC 1993-1995
- Wimbledon FC 1995-1999
- Grasshoppers Zürich 1999-2000
- Sheffield Wednesday FC 2000-2002
- Brentford FC 2003
- Dublin City FC 2004